# RSC Anderlecht in het seizoen 1977/78
RSC Anderlecht behaalde in het seizoen 1977/78 voor de derde keer op rij de finale van de Europacup II, de tweede onder coach Raymond Goethals. Anderlecht startte zijn Europese campagne met makkelijke zeges tegen Lokomotiv Sofia. Nadien volgde titelverdediger HSV. Paars-wit kreeg dus een kans om wraak te nemen voor de verloren finale van 1977. In Hamburg werd het 1-2 voor Anderlecht, dat in de terugwedstrijd genoeg had aan een 1-1 gelijkspel. In de kwartfinale namen de Brusselaars het op tegen FC Porto. De Portugese topclub won de heenwedstrijd met het kleinste verschil maar ging in Brussel met 3-0 onderuit na goals van Rob Rensenbrink, Benny Nielsen en Frank Vercauteren. In de halve finale stond Anderlecht tegenover FC Twente, dat met twee nederlagen nooit kans maakte om verder te komen. Paars-wit kwam in de finale, waarin het Austria Wien als tegenstander kreeg. De Oostenrijkers rekenden vooral op spits Hans Pirkner, maar die werd al snel geneutraliseerd door rechtsachter Gilbert Van Binst, die in de finale net als Rensenbrink goed was voor twee doelpunten. Anderlecht won met 4-0 en mocht zijn tweede Europacup in ontvangst nemen.
De succesvolle Europese campagne zorgde ervoor dat Anderlecht in de competitie en beker net tekortschoot. In de beker raakte Anderlecht niet verder dan de 1/8e finale, waarin het na twee gelijke spelen tegen Sporting Charleroi werd uitgeschakeld. In de competitie deed Anderlecht tot de laatste speeldag mee om de landstitel. Het was uiteindelijk concurrent Club Brugge dat voor de derde keer op rij kampioen werd. Anderlecht werd vicekampioen met slechts één punt minder dan blauw-zwart, dat in de competitie ook met 6-1 verloor van de Brusselaars.
Op 25 maart 1978 boekte Anderlecht een van zijn grootste thuiszeges. Het versloeg Boom FC met 9-0. De doelpuntenmakers in dat duel waren: Benny Nielsen (3), Rob Rensenbrink (2), Frank Vercauteren, François Van der Elst, Arie Haan en Ronny Martens.
Anderlecht kreeg na het seizoen de nationale trofee voor sportverdienste.

## Spelerskern
| Naam                  | Nationaliteit | Geboortedatum | Vorige club                    |
| --------------------- | ------------- | ------------- | ------------------------------ |
| Keepers               |               |               |                                |
| Nico de Bree          | Nederland     | 16-09-1944    | 1973-1977 RWDM                 |
| Jacky Munaron         | België        | 08-09-1956    | 1973-1974 FC Dinant            |
| Verdedigers           |               |               |                                |
| Hugo Broos            | België        | 10-04-1952    | /                              |
| Johnny Dusbaba        | Nederland     | 14-03-1956    | 1974-1977 Ajax                 |
| Michel Lomme          | België        | 16-09-1955    | 1976-1977 Union Saint-Gilloise |
| Jean Thissen          | België        | 21-04-1946    | 1964-1974 Standard Luik        |
| Gilbert Van Binst     | België        | 05-07-1951    | /                              |
| Jan Van Campenhout    | België        | 25-11-1956    | /                              |
| Middenvelders         |               |               |                                |
| Jean-Claude Bouvy     | Zaïre         | 19-05-1959    | 1976-1977 RE Virton            |
| Ludo Coeck            | België        | 25-09-1955    | 1971-1972 Berchem Sport        |
| Dany Degelaen         | België        | 26-06-1957    | /                              |
| Jean Dockx            | België        | 24-05-1941    | 1965-1971 Racing White         |
| Arie Haan             | Nederland     | 16-11-1948    | 1969-1975 Ajax                 |
| Benny Nielsen         | Denemarken    | 17-03-1951    | 1974-1977 RWDM                 |
| Frank Vercauteren     | België        | 28-10-1956    | /                              |
| Aanvallers            |               |               |                                |
| Ronny Martens         | België        | 22-11-1958    | /                              |
| Marcelin Merken       | België        | 26-10-1957    | 1973-1975 KSK Tongeren         |
| Rob Rensenbrink       | Nederland     | 03-07-1947    | 1969-1971 Club Brugge          |
| Peter Ressel          | Nederland     | 04-12-1945    | 1972-1975 Feyenoord            |
| François Van der Elst | België        | 01-12-1954    | /                              |
| Ronny van Poucke      | Nederland     | 10-02-1957    | /                              |

| De Bree Van Binst Broos Dusbaba Thissen Haan Coeck Vercauteren Ressel Van der Elst Rensenbrink |
| Meest gebruikte formatie.                                                                      |

### Technische staf
|                 |                         |               |
| Functie         | Naam                    | Nationaliteit |
| Coach           | Raymond Goethals (foto) | België        |
| Assistent-coach | Martin Lippens          | België        |
| Kinesitherapeut | Fernand Beeckman        | België        |

## Transfers

### Zomer
| Naam                | Nationaliteit | Van/naar              | Type       |
| ------------------- | ------------- | --------------------- | ---------- |
| Inkomend            |               |                       |            |
| Jean-Claude Bouvy   | Zaïre         | RE Virton             | Gekocht    |
| Nico de Bree        | Nederland     | RWDM                  | Gekocht    |
| Johnny Dusbaba      | Nederland     | Ajax                  | Gekocht    |
| Michel Lomme        | België        | Union Saint-Gilloise  | Einde huur |
| Ronny Martens       | België        | VC Eendracht Deftinge | Gekocht    |
| Benny Nielsen       | Denemarken    | RWDM                  | Gekocht    |
| Uitgaand            |               |                       |            |
| Jan Hoebeeck        | België        | KSK Beveren           | Verkocht   |
| Guido Palmers       | België        | KWS Beverst           | Verkocht   |
| Jan Ruiter          | Nederland     | RWDM                  | Verkocht   |
| Yvan Terlaeken      | België        | Union Saint-Gilloise  | Verkocht   |
| Erwin Vandendaele   | België        | Stade Reims           | Verkocht   |
| Franky Vanhaecke    | België        | RWDM                  | Verkocht   |
| Christian Vlaeminck | België        | Union Saint-Gilloise  | Verkocht   |

## Competitie

### Overzicht
| Speeldag  | 1 | 2 | 3 | 4 | 5 | 6 | 7 | 8  | 9  | 10 | 11 | 12 | 13 | 14 | 15 | 16 | 17 | 18 | 19 | 20 | 21 | 22 | 23 | 24 | 25 | 26 | 27 | 28 | 29 | 30 | 31 | 32 | 33 | 34 |
| --------- | - | - | - | - | - | - | - | -- | -- | -- | -- | -- | -- | -- | -- | -- | -- | -- | -- | -- | -- | -- | -- | -- | -- | -- | -- | -- | -- | -- | -- | -- | -- | -- |
| Resultaat | w | g | w | g | w | v | v | w  | g  | w  | w  | g  | w  | w  | v  | v  | w  | v  | w  | w  | g  | v  | w  | w  | w  | w  | w  | g  | w  | w  | w  | w  | w  | w  |
| Punten    | 2 | 3 | 5 | 6 | 8 | 8 | 8 | 10 | 11 | 13 | 15 | 16 | 18 | 20 | 20 | 20 | 22 | 22 | 24 | 26 | 27 | 27 | 29 | 31 | 33 | 35 | 37 | 38 | 40 | 42 | 44 | 46 | 48 | 50 |

### Klassement
|         |    |                      | P  | W  | G  | V  | +  | -  | DS  | Ptn |
| ------- | -- | -------------------- | -- | -- | -- | -- | -- | -- | --- | --- |
| K       | 1  | Club Brugge KV       | 34 | 22 | 7  | 5  | 73 | 48 | 25  | 51  |
| (EC II) | 2  | RSC Anderlechtois    | 34 | 22 | 6  | 6  | 69 | 24 | 45  | 50  |
| (UEFA)  | 3  | R. Standard de Liège | 34 | 20 | 9  | 5  | 70 | 33 | 37  | 49  |
| (UEFA)  | 4  | K. Lierse SV         | 34 | 21 | 5  | 8  | 70 | 41 | 29  | 47  |
| (beker) | 5  | SK Beveren-Waas      | 34 | 15 | 10 | 9  | 45 | 29 | 16  | 40  |
|         | 6  | K. Beerschot VAV     | 34 | 12 | 15 | 7  | 59 | 41 | 18  | 39  |
|         | 7  | RWD Molenbeek        | 34 | 15 | 6  | 13 | 55 | 46 | 9   | 36  |
|         | 8  | R. Antwerp FC        | 34 | 13 | 10 | 11 | 44 | 35 | 9   | 36  |
|         | 9  | KFC Winterslag       | 34 | 13 | 8  | 13 | 50 | 56 | −6  | 34  |
|         | 10 | K. Beringen FC       | 34 | 13 | 7  | 14 | 38 | 44 | −6  | 33  |
|         | 11 | KSV Waregem          | 34 | 12 | 8  | 14 | 43 | 48 | −5  | 32  |
|         | 12 | R. Charleroi SC      | 34 | 12 | 5  | 17 | 40 | 56 | −16 | 29  |
|         | 13 | KSC Lokeren          | 34 | 9  | 10 | 15 | 46 | 46 | 0   | 28  |
|         | 14 | RFC Liégeois         | 34 | 9  | 10 | 15 | 43 | 48 | −5  | 28  |
|         | 15 | RAA Louviéroise      | 34 | 9  | 7  | 18 | 29 | 63 | −34 | 25  |
|         | 16 | KV Kortrijk          | 34 | 6  | 12 | 16 | 35 | 53 | −18 | 24  |
| D       | 17 | KSV Cercle Brugge    | 34 | 4  | 8  | 22 | 24 | 65 | −41 | 16  |
| D       | 18 | K. Boom FC           | 34 | 4  | 7  | 23 | 31 | 88 | −57 | 15  |

P: wedstrijden gespeeld, W: wedstrijden gewonnen, G: gelijke spelen, V: wedstrijden verloren, +: gescoorde doelpunten, -: doelpunten tegen, DS: doelsaldo, Ptn: totaal punten
K: kampioen, D: degradeert, (beker): bekerwinnaar, (UEFA): geplaatst voor UEFA-beker

## Individuele prijzen
- Onze de bronze - Rob Rensenbrink

## Afbeeldingen

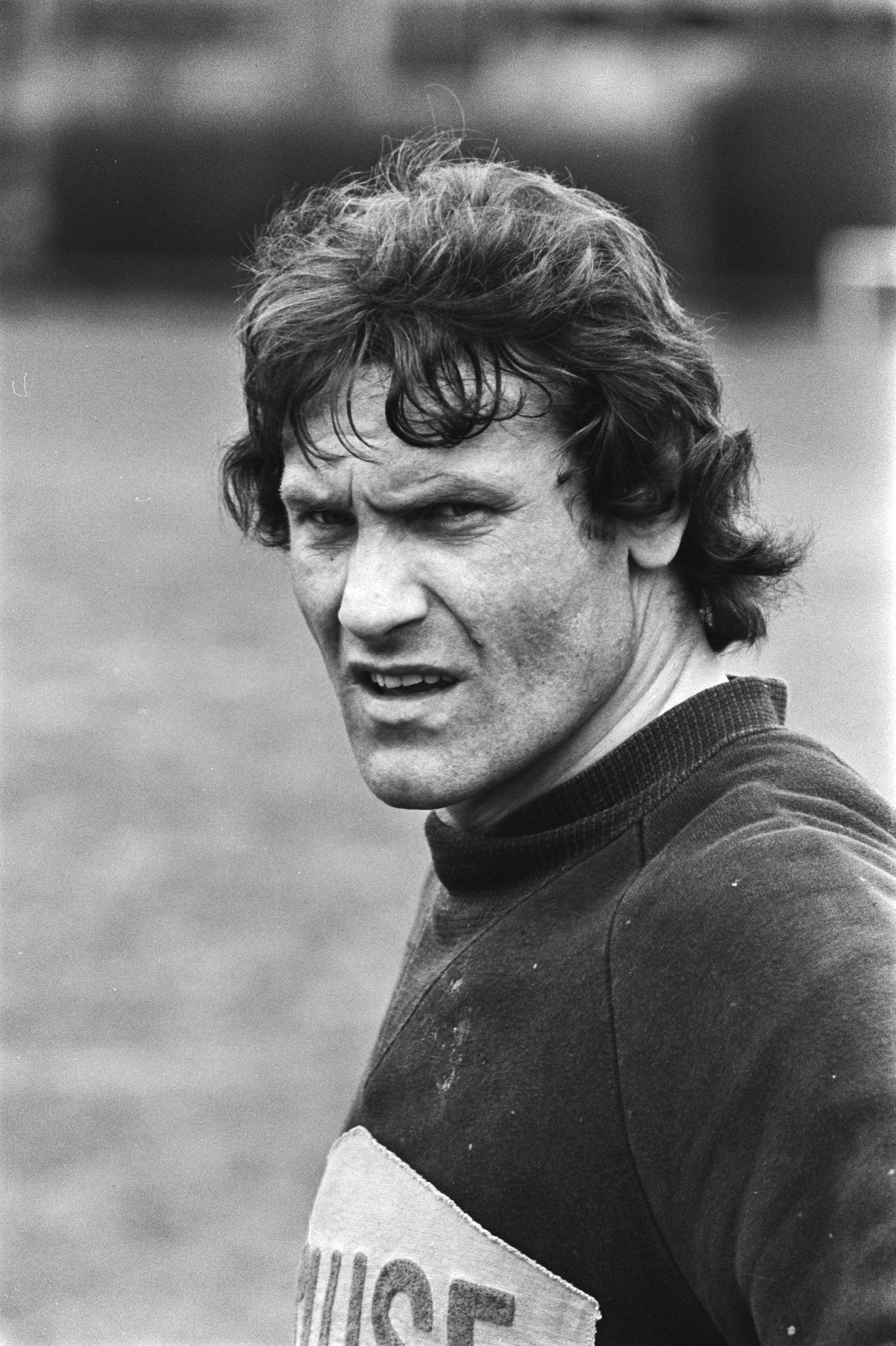
Nico de Bree (doelman)
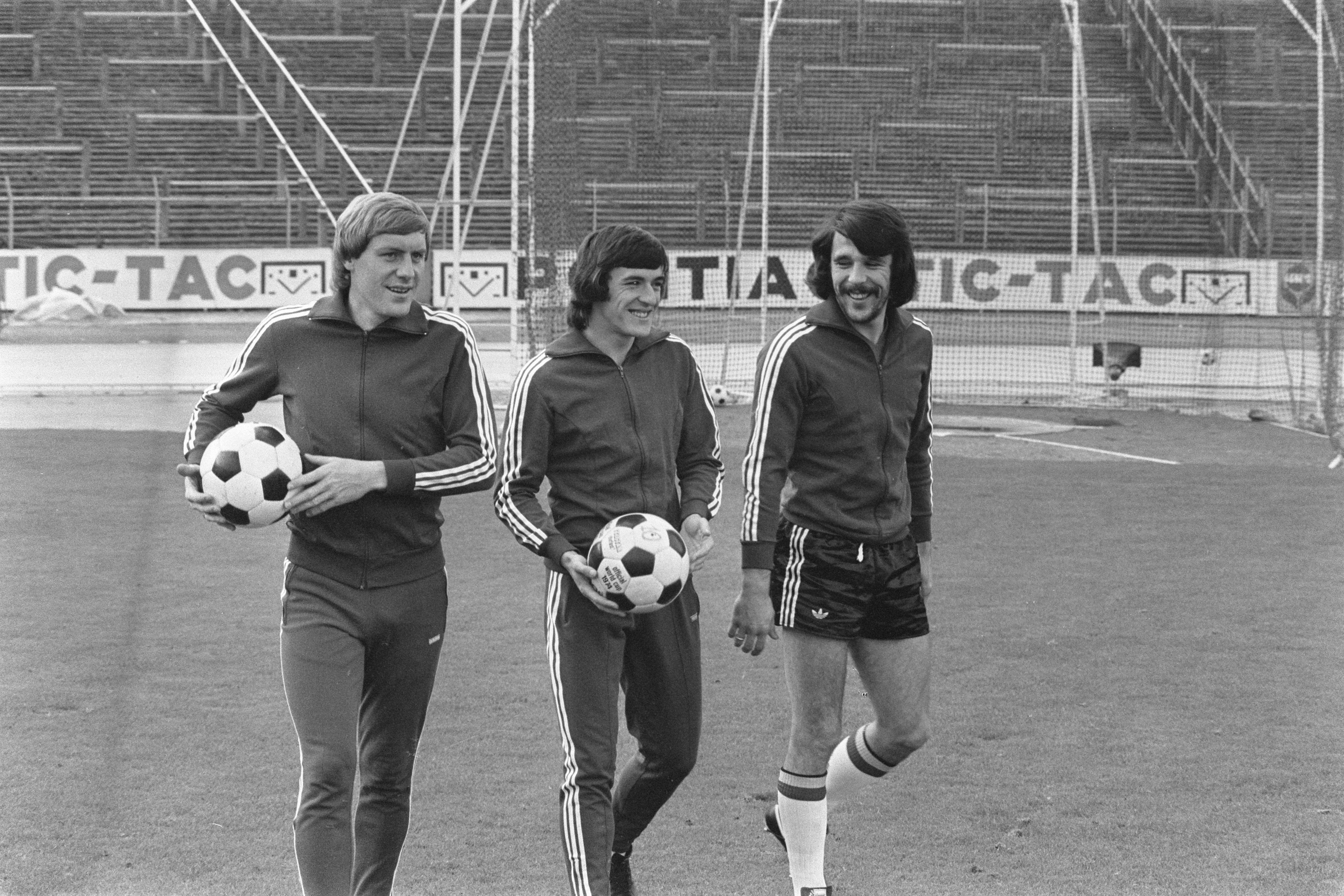
Hugo Broos (verdediger)
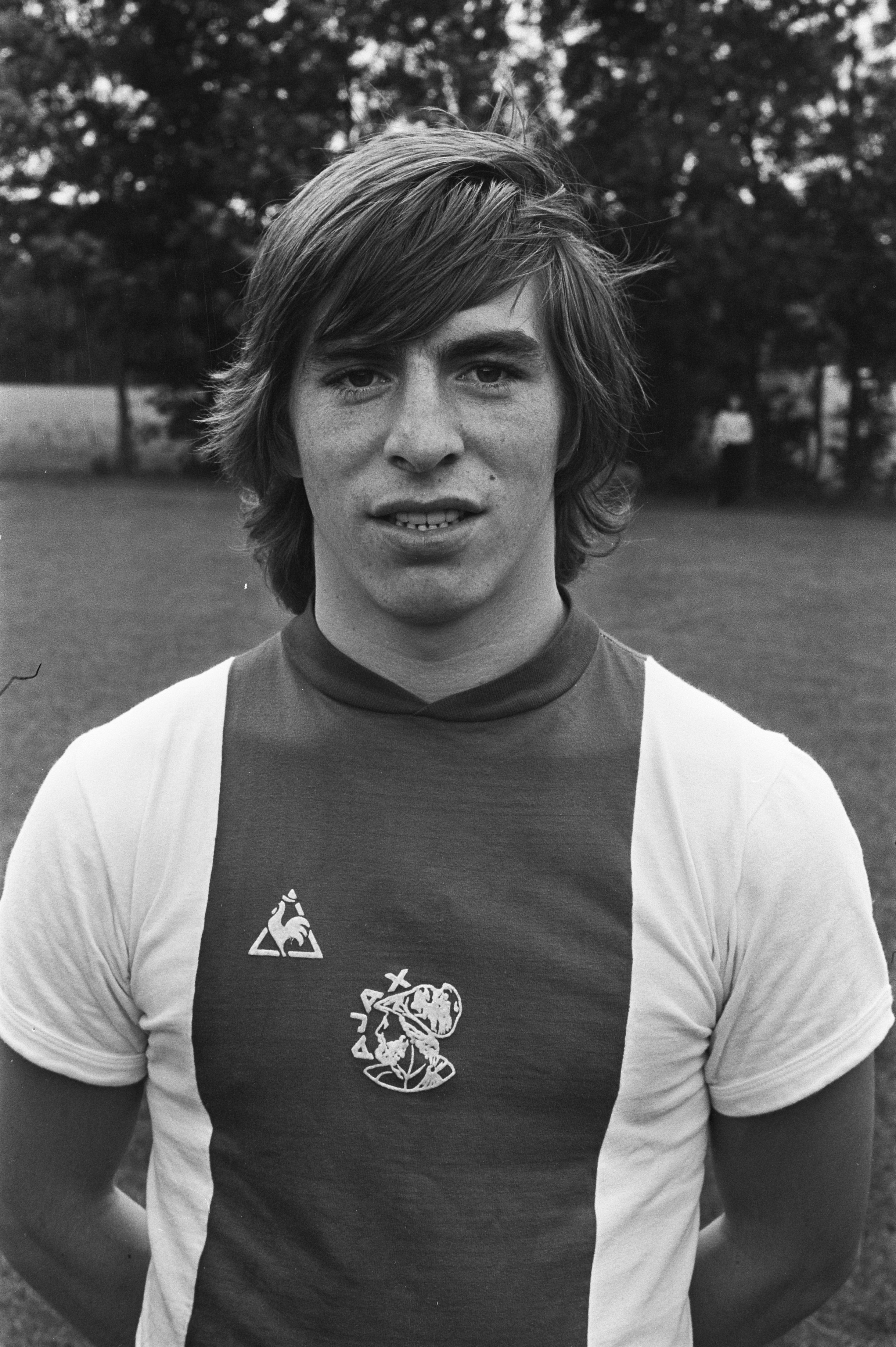
Johnny Dusbaba (verdediger)
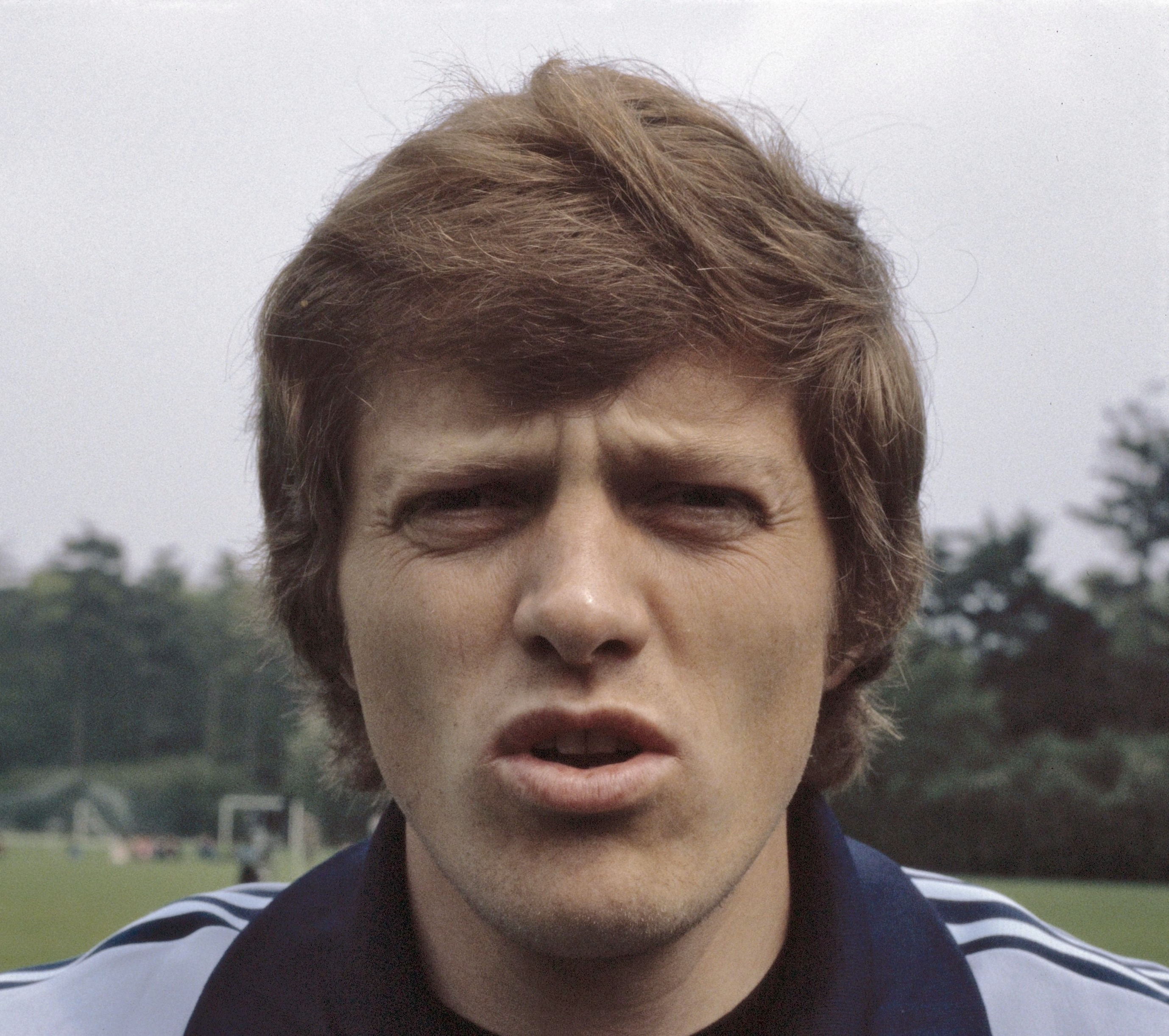
Arie Haan (middenvelder)
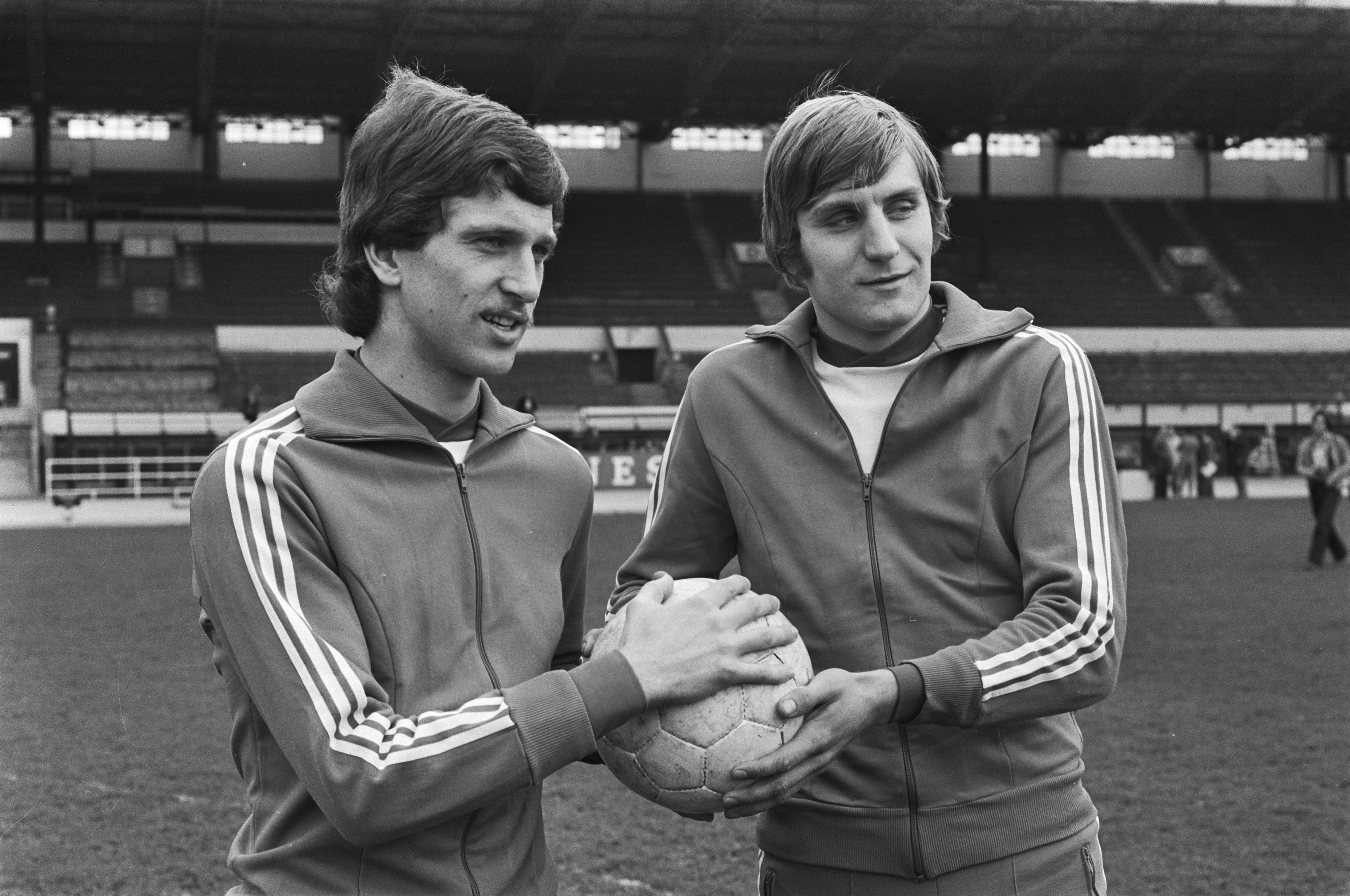
Ludo Coeck (middenvelder)
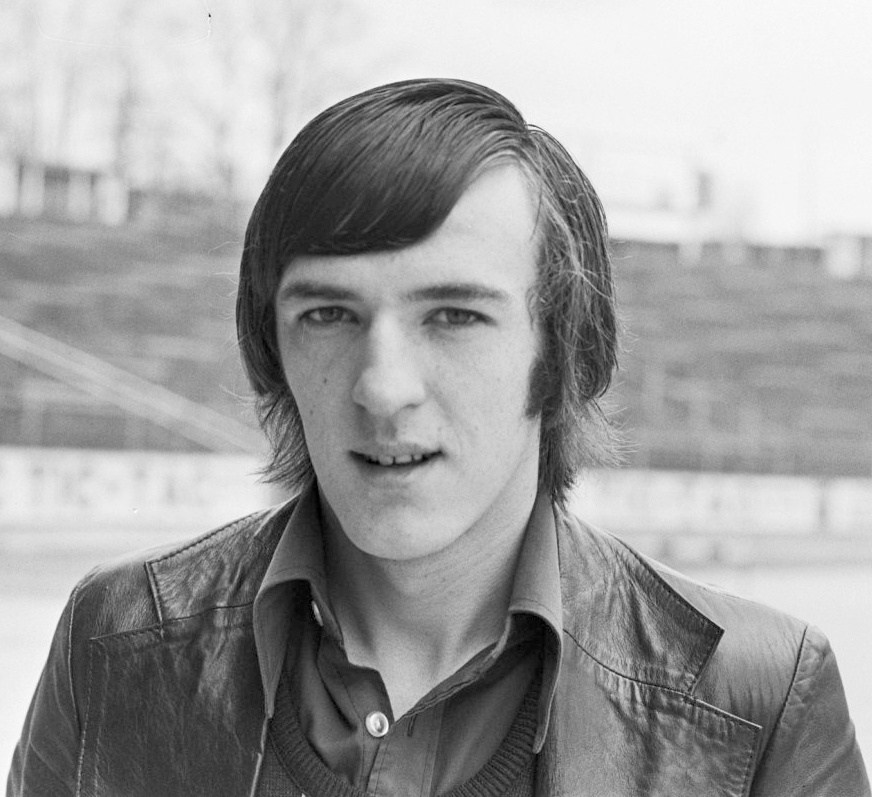
François Van der Elst (aanvaller)
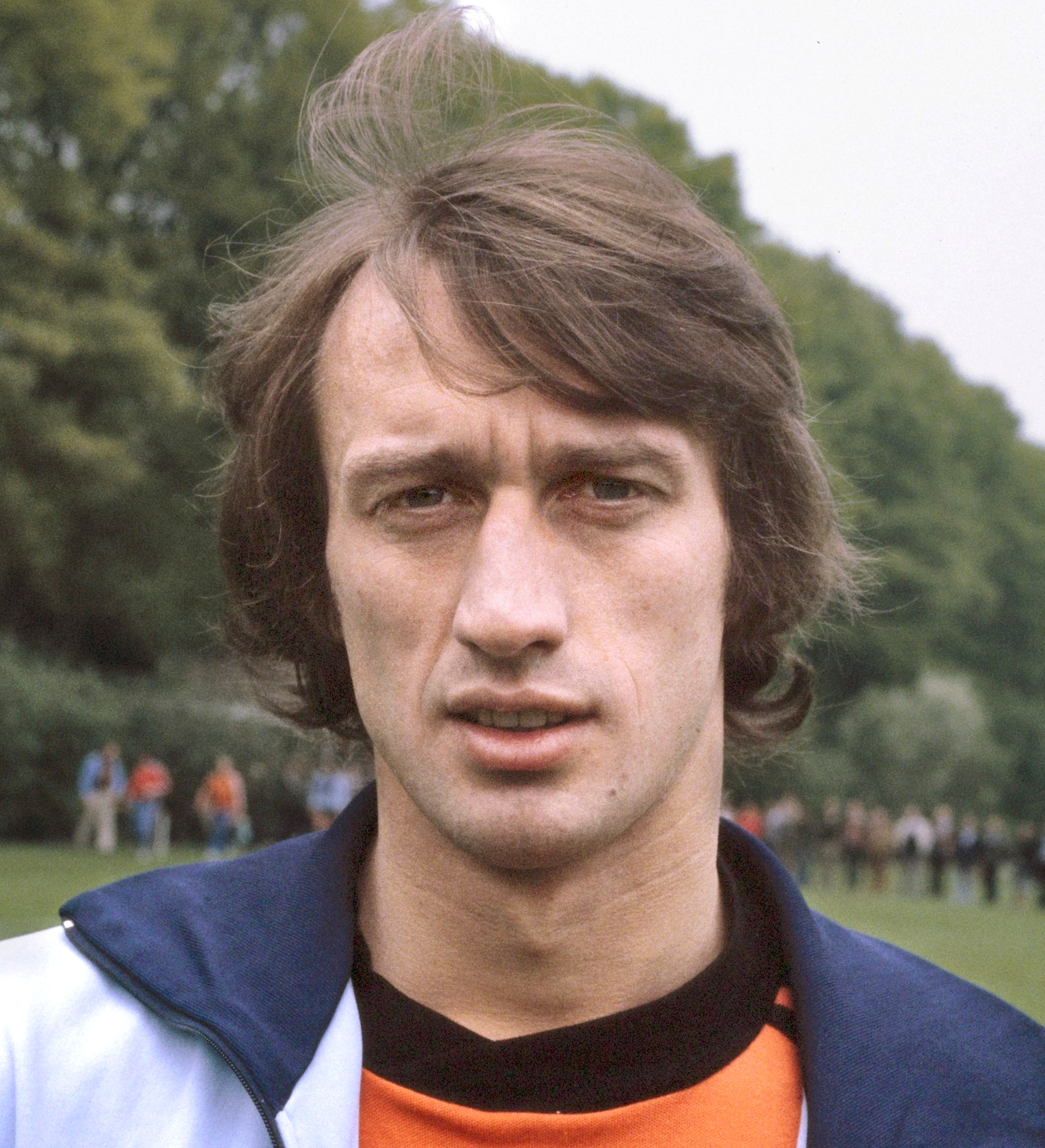
Rob Rensenbrink (aanvaller)

1960/61 · 1961/62 · 1962/63 · 1963/64 · 1964/65 · 1965/66 · 1966/67 · 1967/68 · 1968/69 · 1969/70 · 1970/71 · 1971/72 · 1972/73 · 1973/74 · 1974/75 · 1975/76 · 1976/77 · 1977/78 · 1978/79 · 1979/80 · 1980/81 · 1981/82 · 1982/83 · 1983/84 · 1984/85 · 1985/86 · 1986/87 · 1987/88 · 1988/89 · 1989/90 · 1990/91 · 1991/92 · 1992/93 · 1993/94 · 1994/95 · 1995/96 · 1996/97 · 1997/98 · 1998/99 · 1999/00 · 2000/01 · 2001/02 · 2002/03 · 2003/04 · 2004/05 · 2005/06 · 2006/07 · 2007/08 · 2008/09 · 2009/10 · 2010/11 · 2011/12 · 2012/13 · 2013/14 · 2014/15 · 2015/16 · 2016/17 · 2017/18 · 2018/19 · 2019/20 · 2020/21 · 2021/22 · 2022/23 · 2023/24 · 2024/25